# José Lello

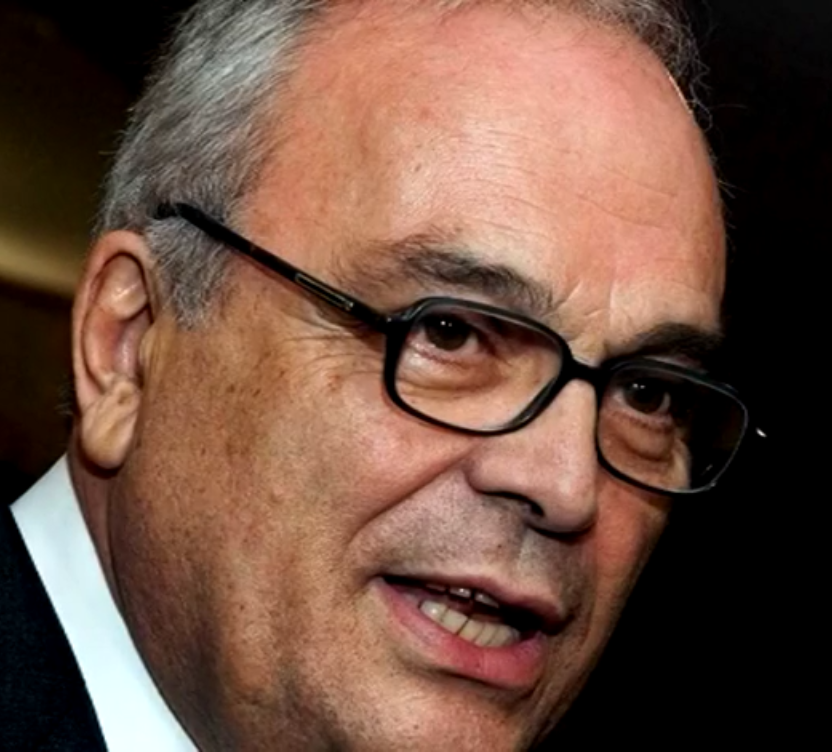
José Lello

José Manuel Lello Ribeiro de Almeida (* 18. Mai 1944; † 14. Oktober 2016) war ein portugiesischer Politiker der Partido Socialista (PS).

## Werdegang
Lello beendete sein Ingenieursstudium mit Abschluss. Seit Mai 1983 war er Abgeordneter in der Assembleia da República. Im Kabinett von Ministerpräsident António Guterres war er vom 14. September 2000 bis 6. April 2002 Minister für Jugend und Sport.
Von 2007 bis 2008 war er Präsident der Parlamentarischen Versammlung der NATO.

## Ehrungen
- 1999: Großkreuz des Verdienstordens der Bundesrepublik Deutschland
- 1956 Offizier, 2005 Großkreuz des Ordens vom Kreuz des Südens
- 1999: Großoffizier des Nationalverdienstordens
- 1999: Ordens vom Aztekischen Adler
- 2000: Großkreuz des Rio Branco-Ordens
- 2000: Großkreuz des Ordens Leopolds II.
- 2000: Großkreuz des Ordens der Spanischen Republik
- 2000: Großkreuz des griechischen Verdienstordens
- 2005: Großkreuz des Ordens des Infanten Dom Henrique